# Proxymetacaine
Proxymetacaine (INN) hoặc proparacaine (USAN) là một loại thuốc gây tê tại chỗ của nhóm aminoester.

## Dược lý lâm sàng
Proxymetacaine là một thuốc gây tê cục bộ mà trên ứng dụng tại chỗ thâm nhập vào các đầu dây thần kinh cảm giác trong mô giác mạc.

## Cơ chế hoạt động
Proxymetacaine được cho là hoạt động như một chất đối kháng trên các kênh natri điện áp để ảnh hưởng đến tính thấm của màng tế bào thần kinh; làm thế nào điều này ức chế cảm giác đau và cơ chế hoạt động chính xác của proxymetacaine hiện tại vẫn chưa được biết rõ.

## Chỉ định và cách sử dụng
Dung dịch nhỏ mắt Proxymetacaine hydrochloride (thuốc nhỏ mắt) được chỉ định cho các thủ thuật như tonometry, nội soi, loại bỏ dị vật hoặc các thủ tục tương tự khác cần gây tê tại chỗ của giác mạc và kết mạc.

## Cảnh báo
Proxymetacaine chỉ được sử dụng cho nhãn khoa, và nó đặc biệt không dành cho việc tiêm.  Việc sử dụng kéo dài điều này hoặc bất kỳ thuốc gây tê mắt tại chỗ nào khác có thể tạo ra mờ đục giác mạc vĩnh viễn với việc mất thị giác kèm theo.

## Cung cấp
Proxymetacaine có sẵn dưới dạng muối hydrochlorua của nó trong các dung dịch nhỏ mắt với nồng độ 0,5%.  Mặc dù nó không còn giai đoạn bảo hộ bằng sáng chế, nhưng nó vẫn được bán trên thị trường dưới tên thương mại Alcaine, Ak-Taine và các loại khác.  Proparacaine 0,5% được Poenaina bán trên thị trường dưới tên thương hiệu Poencaina.